# Ordine al merito di Savoia
L'Ordine al merito di Savoia è un ordine di merito creata da Vittorio Emanuele di Savoia, durante il suo esilio, nel 1988. Non è riconosciuto dalla Repubblica italiana.

## Storia
Esso venne fondato a Ginevra, residenza dei coniugi di Savoia durante l'esilio e per questo motivo esso non viene comunemente considerato un'onorificenza del Regno d'Italia, ma piuttosto un'onorificenza privata con forma di ordine cavalleresco  per ricompensare gli uomini e le donne benemeriti verso Casa Savoia. 
L'Ordine si rifà, nella foggia, all'Ordine civile di Savoia e all'Ordine della Corona d'Italia. 
Al 1º gennaio 2000, gli insigniti erano 1453.

## Gradi
L'Ordine è suddiviso in 5 gradi di benemerenza per gli uomini: 
- Cavaliere di Gran Croce (non oltre 100)
- Grand'Ufficiale (non oltre 150)
- Commendatore (non oltre 300)
- Ufficiale
- Cavaliere

Esistono anche 3 gradi di benemerenza per le donne: 
- Dama di Gran Croce (non oltre 100)
- Dama di Commenda (non oltre 300)
- Dama

Vi sono anche due classi di Croci al Merito di Savoia (per non appartenenti all'Ordine): 
- Croce d'Oro
- Croce d'Argento

|                 |             |                  |           |                             |                 |                                |
| Nastrini        |             |                  |           |                             |                 |                                |
| Croce d'Argento | Croce d'Oro | Cavaliere o Dama | Ufficiale | Commendatore o Commendatora | Grand'Ufficiale | Cavaliere o Dama di Gran-Croce |

### Riforma del 2024
Il 22 giugno del 2024 è stato riformato, com'è successo per gli altri ordini concessi da casa Savoia, con conseguente utilizzo delle nuove insegne di seguito riportate.
| Decorazioni e nastri |                 |             |           |           |              |                 |                         |
|                      |                 |             |           |           |              |                 |                         |
| Croce di bronzo      | Croce d'argento | Croce d'oro | Cavaliere | Ufficiale | Commendatore | Grand'Ufficiale | Cavaliere di Gran Croce |

## Insegne
- La croce è simile nelle sue forme all'Ordine civile di Savoia, è costituita da una croce smaltata di bianco, con al centro un medaglione azzurro con le cifre in oro VE, mentre il medaglione sul retro riporta la scritta AL MERITO di SAVOIA 1988. Nella classi di ufficiale e cavaliere, la medaglia è sormontata da una corona reale d'oro. Nella classe di gran croce la medaglia è sormontata dalla corona reale in oro ed agli angoli delle braccia della croce si trovano altrettante corone d'oro.
- La placca si rifà al disegno della placca dell'Ordine della Corona d'Italia e si presenta per la gran croce come una stella in argento con superficie sfaccettata ove si trova apposta una croce uguale a quella della medaglia di cavaliere, non sormontata da corona ed avente agli angoli delle braccia della croce stessa altrettante corone d'oro. Nel caso della placca da Grand'Ufficiale, invece, essa è di forma romboidale e la croce sormontante è a smalti e senza corona alcuna.
- La medaglia è realizzata in oro o argento satinati a seconda del grado e costituisce i due gradi onorari inferiori alla carica di Cavaliere/Dama. Essa riprende il disegno della croce di Cavaliere ma non è smaltata.
- Il nastro è azzurro attraversato da una striscia bianca al centro. La fascia, nella classe di Cavaliere di Gran Croce viene indossata dalla spalla destra al fianco sinistro.